# Casino de Montecarlo

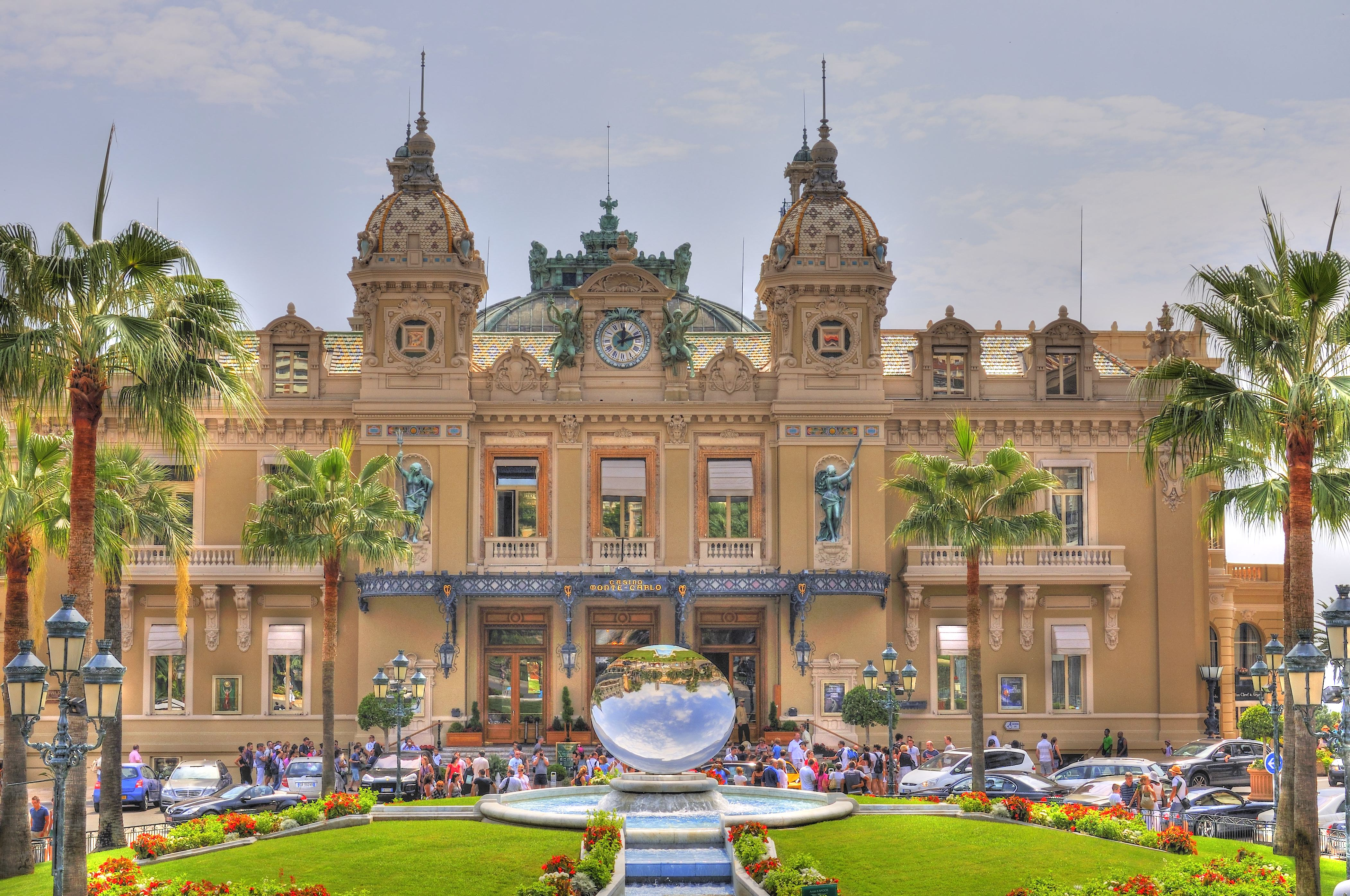
Vista del Casino de Montecarlo.

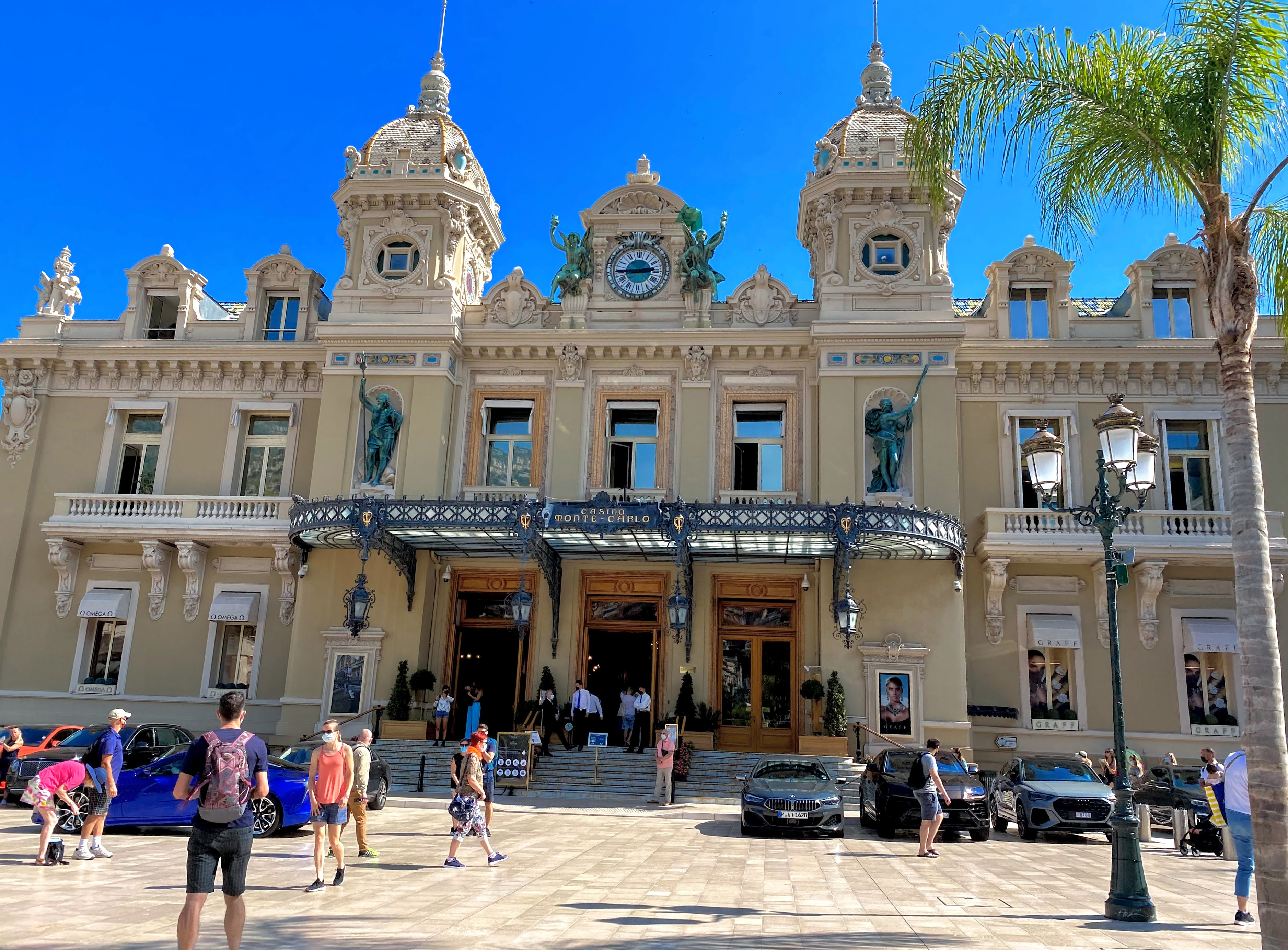
Vista del Casino de Montecarlo.

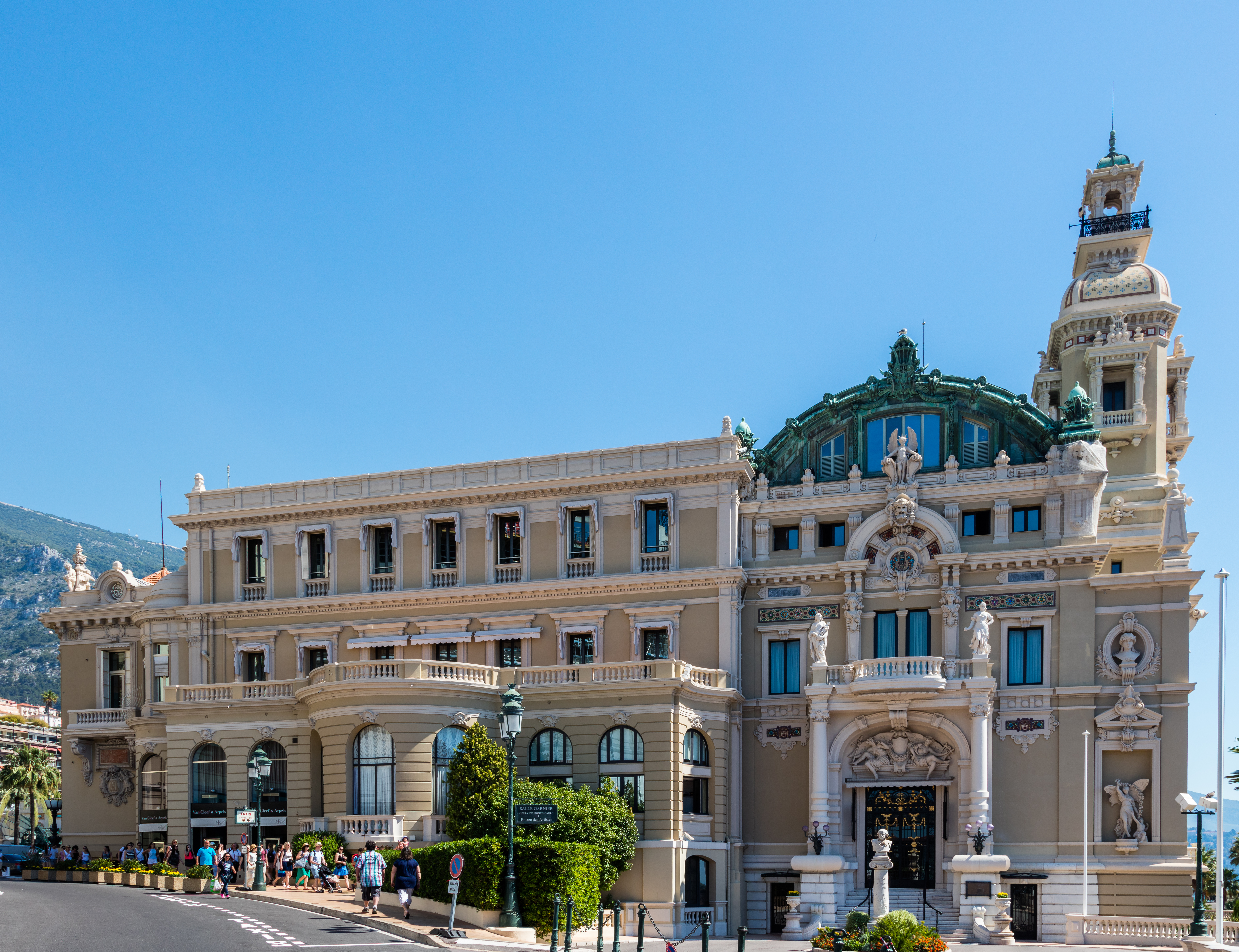
Vista lateral.

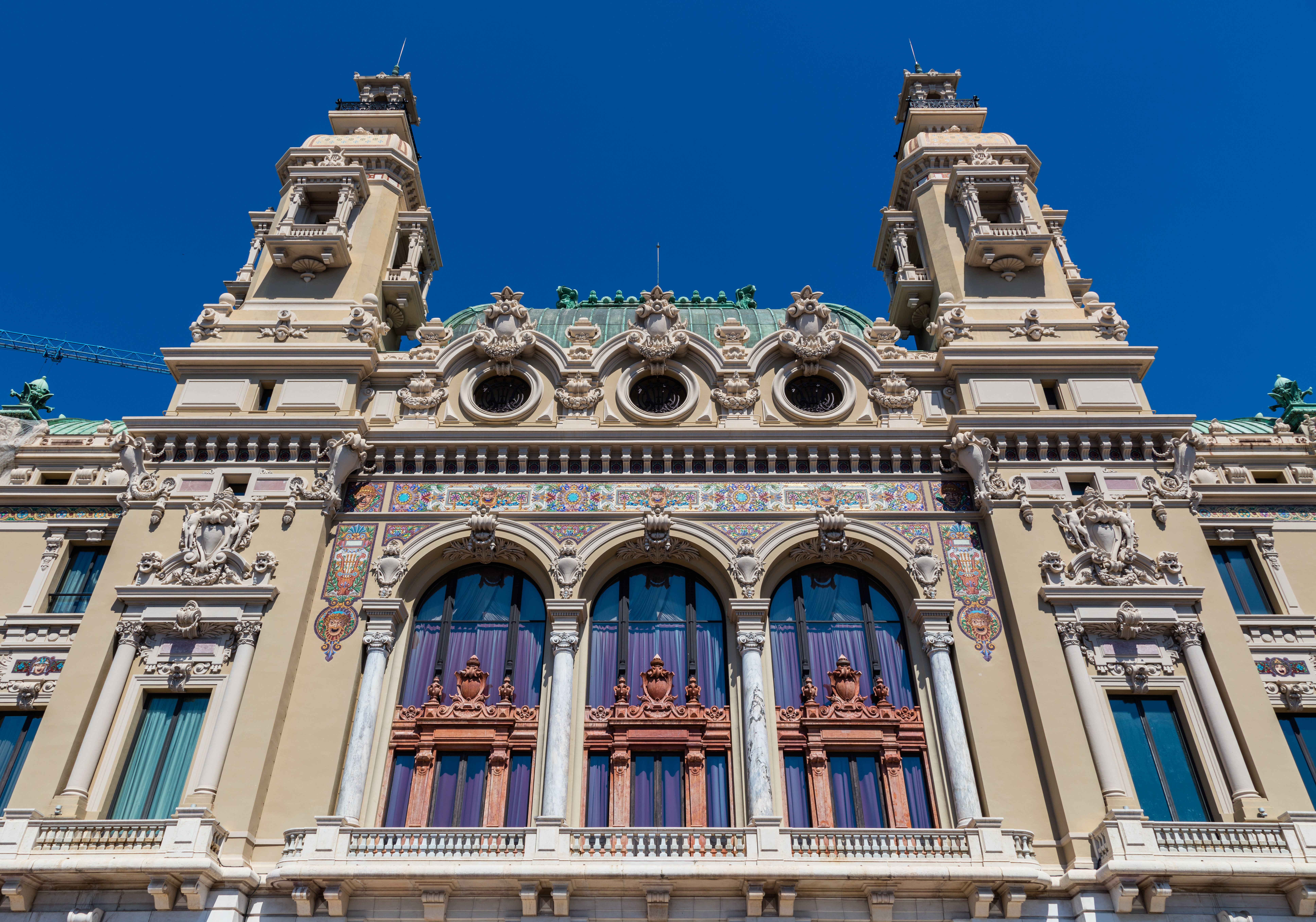
Vista posterior.

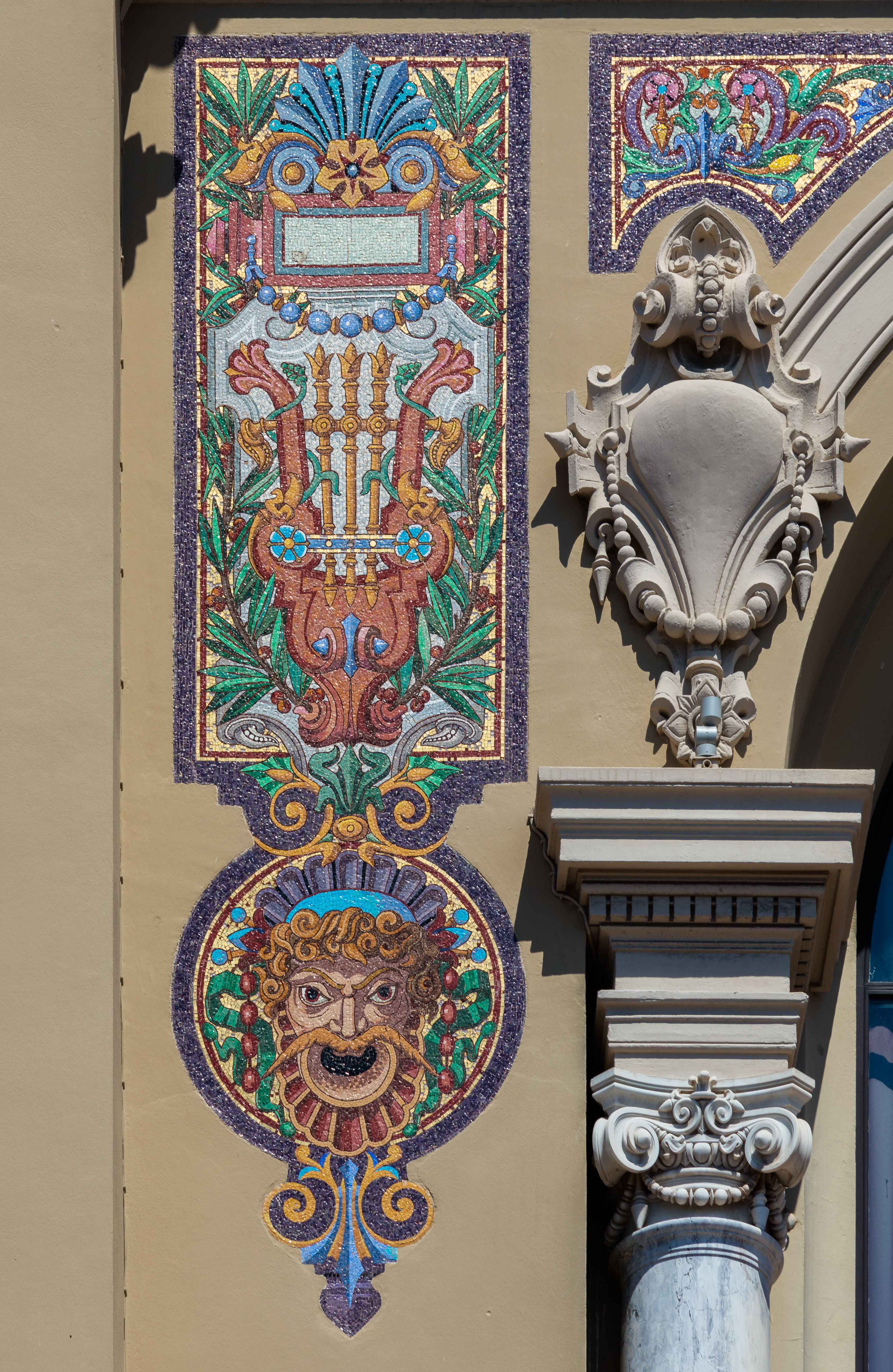
Detalle de los mosaicos en la fachada del edificio.

El Casino de Montecarlo (en francés: Le casino de Monte-Carlo) es uno de los atractivos turísticos  del Principado de Mónaco. El complejo del casino es un sistema de juegos de azar que incluye también el Gran Teatro de Montecarlo, una ópera y una casa de ballet, y la sede de los Ballets de Montecarlo. Está situado en el distrito de Montecarlo, aunque para los ciudadanos de Mónaco está prohibido entrar en las salas de juego. Era la sede anual de la Gran Final del Tour europeo de Pokér (European Poker Tour Grand Final), siendo sustituido por el Gran Casino de Madrid.
El casino es propiedad de la Société des Bains de Mer (Euronext: MC0000031187), una empresa pública, en la que el gobierno tiene una participación mayoritaria. Esta empresa también es propietaria de los principales hoteles y clubes de la comunidad que sirven a la industria turística monegasca.
La ruta del Gran Premio de Mónaco (el Circuito de Mónaco ) pasa por el casino y en algunas ocasiones los organizadores del Rally de Montecarlo realizan la ceremonia de salida en frente del edificio.
El método de Montecarlo, una amplia clase de algoritmos de azar, toma su nombre del casino.

## Arquitectura
El casino fue construido por el arquitecto Charles Garnier que también creó la Ópera de París. Es claramente de estilo Beaux Arts, un estilo imperial relacionado con Garnier (parecido al de la Ópera de París) y también conocido como estilo Segundo Imperio o "estilo Napoleón III".

## Historia
En 1854 el juego fue legalizado por el príncipe Florestan I. El primer casino fue inaugurado en 1856 en una villa cerca del puerto. El Príncipe Carlos III ordenó la construcción de un nuevo barrio llamado Montecarlo. Un nuevo casino fue también parte de este plan. La construcción del edificio actual comenzó en 1858. Para hacer el casino más Éxito se entregó una concesión por 50 años para operar las salas de juego a un particular llamado François Blanc en 1861. La apertura de nuevas instalaciones se hizo en 1863.
Desde 1898 la concesión ha sido operada por la Société des Bains de Mer. En 1910 el edificio fue ampliado con un teatro.  En 1920, endeudada, la "Société des Bains de Mer" fue comprada por Basil Zaharoff "El Mercader de La Muerte", de parte de Luis II de Mónaco; posteriormente Zaharoff vendió su participación al triple de su valor.